# New Woman
«New Woman» es una canción de la rapera y cantante tailandesa Lisa con la participación de la cantante española Rosalía. Fue lanzada a través de Lloud y RCA Records el 16 de agosto de 2024. Es principalmente un tema pop y electrónico con influencias de trap y letras que tratan sobre redescubrir la propia identidad. La canción fue producida por Ilya y Max Martin, y escrita por ellos junto a Lisa, Rosalía, Tove Burman y Tove Lo. Messy (canción)

## Antecedentes
En diciembre de 2023, Lisa decidió no renovar su contrato con YG Entertainment para actividades individuales. En febrero de 2024, procedió a establecer su propia compañía de gestión artística llamada Lloud. En abril, firmó con RCA Records para lanzar música en solitario en asociación con Lloud. Lanzó el sencillo «Rockstar» el 28 de junio, que marcó su primera publicación bajo Lloud y RCA Records desde su salida de YG Entertainment.
La colaboración entre Lisa y Rosalía se describió como algo esperado, ya que ambas artistas habían expresado anteriormente su admiración mutua. En una entrevista con Radio Disney México en marzo de 2022, Rosalía se describió a sí misma como fan: «Me encanta Lisa. Soy fan de ella. Para mí, la adoro. Ella baila bien y es muy talentosa». De manera similar, en mayo de 2022, Lisa elogió a Rosalía en Rolling Stone, diciendo que «Rosalía es muy genial. Ella tiene su propia cultura española, que está dentro de ella y que influye en su música».

## Composición
Lisa, Rosalía Vila Tobella, Tove Burman, Tove Lo, Ilya y Max Martin escribieron «New Woman», y los dos últimos produjeron el tema. Tove Lo también aparece acreditada como vocalista de fondo. «New Woman» es una canción pop y electrónica con influencias del trap inspirada en el estilo Y2K, con una duración de 3 minutos. Empieza con Lisa cantando sobre «caminar a través del fuego para redescubrirse como una “New Woman” con un “aura renovada”». La cantante también «habla de florecer como una flor, caminar a través del fuego, tomarse su tiempo y redescubrirse». Después del primer estribillo, el ritmo de «New Woman» «se ralentiza» y es seguido por un verso en español de Rosalía con letras «susurradas».
Robin Murray, de Clash, describió el tema como «una auténtica declaración de energía pop femenina». Danielle Chelosky, de Stereogum, lo llamó «un éxito veraniego» que presenta «un cambio de ritmo increíble». Janice Sim, de Vogue Singapur, lo describió como un tema «sinuoso y lleno de groove» que muestra «el desvelamiento de una nueva faceta de Lisa».

## Lanzamiento y promoción
El 2 de agosto, Lisa comenzó a adelantar el lanzamiento de una continuación de «Rockstar» al compartir un fragmento de una nueva canción en redes sociales. Un video publicado por su compañía de gestión, Lloud, la mostró con el cabello rosado y un colgante en forma de estrella alrededor del cuello. Cantaba la letra: «Bangin' it, bangin' it, quiero romper estas paredes / Bangin' it, bangin' it, quiero que resuene por los pasillos / Aparezco, cara fresca, día nuevo» sobre un ritmo de tempo medio, inspirado en la estética Y2K. Tres días después, Lloud publicó un segundo adelanto con el mismo audio pero con un conjunto de visuales diferentes superpuestos. Mostraba una estrella plateada inclinada frente a un cielo rosado con nubes y las palabras «coming soon» desplazándose por la pantalla, seguidas de una rosa plateada giratoria, y finalmente el texto «LALISA ______». El espacio en blanco, así como la rosa, llevaron a los fanáticos a especular que la canción sería una colaboración con la cantante española Rosalía. Las dos artistas anunciaron oficialmente el sencillo el 6 de agosto, revelando su título, «New Woman», y su fecha de lanzamiento para el 15 de agosto a las 8 p.m. ET, o el 16 de agosto a las 7 a.m. ICT. El anuncio también estuvo acompañado de la portada del sencillo, que muestra a Lisa y Rosalía mirando sensualmente a la cámara con gafas de sol; la primera con un corsé y chaqueta de cuero, y la segunda con un abrigo peludo de color rosa.

## Rendimiento comercial
«New Woman» alcanzó el puesto número 15 en el Billboard Global 200 en la edición del 31 de agosto de 2024. En el Billboard Global Excl. U.S., debutó en el número seis con 54.5 millones de reproducciones y 10 000 ventas fuera de Estados Unidos entre el 16 y el 22 de agosto. La canción marcó el cuarto éxito de Lisa y el quinto de Rosalía dentro del top 10 de esta lista, respectivamente. Lisa también se convirtió en la miembro de Blackpink con más top 10, seguida por Jennie con tres, y Rosé y Jisoo con uno cada una, igualando los cuatro top 10 que Blackpink ha logrado como grupo.
En Estados Unidos, la canción debutó en el número 97 del Billboard Hot 100, convirtiéndose en la cuarta entrada de Lisa en la lista como solista. Así, se convirtió en la primera solista femenina del K-pop en la historia en tener cuatro canciones en el Hot 100, empatando con J-Hope, Suga y V como los artistas de K-pop con la séptima mayor cantidad de entradas, solo por detrás de BTS, su grupo Blackpink, Jungkook, Jimin, Psy y NewJeans.

## Posicionamiento en listas
| Listas (2024)                      | Mejor posición |
| ---------------------------------- | -------------- |
| Australia (ARIA)                   | 99             |
| Canadá (Canadian Hot 100)          | 80             |
| China (TME)                        | 4              |
| Francia (SNEP)                     | 76             |
| Global 200 (Billboard)             | 15             |
| Hong Kong (Billboard)              | 17             |
| Irlanda (IRMA)                     | 83             |
| Lituania (AGATA)                   | 78             |
| Malasia (Billboard)                | 6              |
| Malasia (RIM)                      | 4              |
| Nueva Zelanda (RMNZ)               | 6              |
| Filipinas (Philippines Hot 100)    | 43             |
| Portugal (AFP)                     | 55             |
| Singapur (RIAS)                    | 8              |
| Corea del Sur (Circle)             | 147            |
| España (Top 100 Canciones)         | 12             |
| Suiza (Schweizer Hitparade)        | 62             |
| Taiwán (Billboard)                 | 5              |
| Reino Unido (UK Singles Chart)     | 55             |
| Estados Unidos (Billboard Hot 100) | 97             |

## Historial de lanzamientos
| Región | Fecha                | Formato(s)                  | Discográfica | Ref.   |
| ------ | -------------------- | --------------------------- | ------------ | ------ |
| Varios | 16 de agosto de 2024 | Descarga digital, streaming | RCA          | [ 38 ] |
| Italia | 23 de agosto de 2024 | Radio airplay               | Sony         | [ 39 ] |